# Iowa Corn 350
Iowa Corn 350 powered by Ethanol, är ett stockcarlopp ingående i Nascar Cup Series som körs över 350 varv (306,25 miles, 492,861 km) på den 0,875 mile (1,408 km) långa ovalbanan Iowa Speedway i Newton, Iowa. Det var första gången Cup-serien gästade Iowa. År 2009-2019 körde dom lägre nationella serierna Xfinity Series och Truck-serien på banan. Även Xfinity Series återkom 2024. Loppet ersatte Pala Casino 400 som ströks ur tävlingskalendern med anledning av en omfattande ombyggnad av Auto Club Speedway från superoval till kortoval.

## Vinnare genom tiderna
| Säsong | Datum     | Nr | Förare        | Team                 | Konstruktör | Distans | Distans          | Tid     | Snitthastighet (mph) | Rapport | Ref         |
| Säsong | Datum     | Nr | Förare        | Team                 | Konstruktör | Varv    | Miles (km)       | Tid     | Snitthastighet (mph) | Rapport | Ref         |
| ------ | --------- | -- | ------------- | -------------------- | ----------- | ------- | ---------------- | ------- | -------------------- | ------- | ----------- |
| 2024   | 16 juni   | 12 | Ryan Blaney   | Team Penske          | Ford        | 350     | 306.25 (492,862) | 2:58.37 | 102,874              | Rapport | [ 5 ] [ 6 ] |
| 2025   | 3 augusti | 24 | William Byron | Hendrick Motorsports | Chevrolet   | 350     | 306.25 (492,862) | 3:17.47 | 92,905               | Rapport | [ 7 ] [ 8 ] |